# Warneckea golaensis
Warneckea golaensis là một loài thực vật có hoa trong họ Mua. Loài này được (Baker f.) Jacq.-Fél. miêu tả khoa học đầu tiên năm 1978.